# Ancoraspora cubensis
Ancoraspora cubensis är en svampart som beskrevs av Mig. Rodr. 1982. Ancoraspora cubensis ingår i släktet Ancoraspora, divisionen sporsäcksvampar och riket svampar.   Inga underarter finns listade i Catalogue of Life.